# Mendooran
Mendooran est un village australien situé dans la zone d'administration locale de Warrumbungle en Nouvelle-Galles du Sud.

## Géographie
Le village est établi dans l'Orana le long de la rivière Castlereagh, affluent de la Macquarie, dans le centre-est de la Nouvelle-Galles du Sud, à 70 km au sud-est de Coonabarabran et à 350 km à l'ouest de Sydney.

## Histoire
La région était habitée à l'origine par les Wiradjuri.
Le village se développe à partir des années 1860 avec l'installation d'agriculteurs et éleveurs.

## Démographie
| 2006 | 2011 | 2016 | 2021 |
| ---- | ---- | ---- | ---- |
| 515  | 450  | 559  | 626  |